# Joseph Caillaux

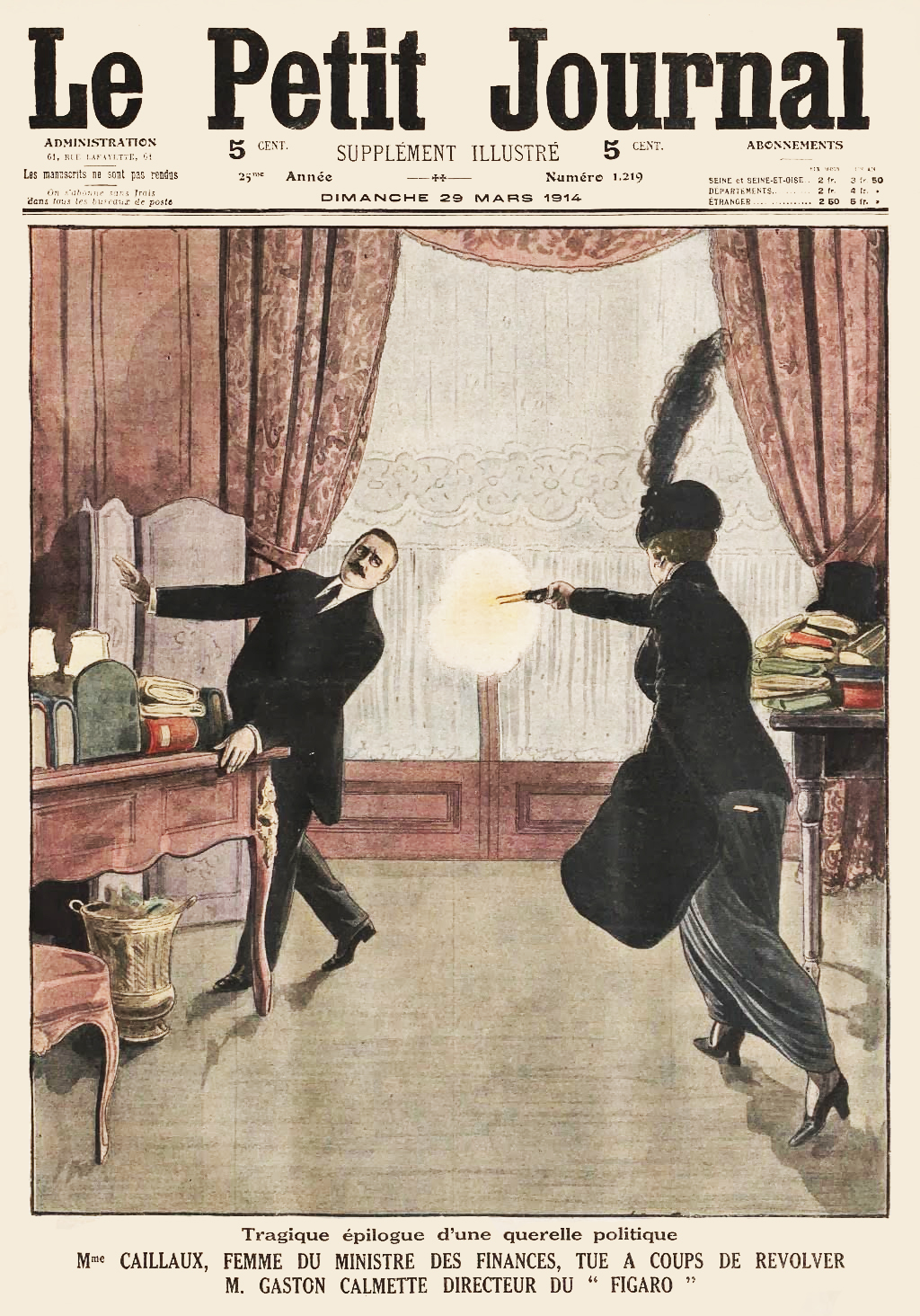
Henriette Caillaux halálosan megsebesíti Gaston Calmette-et, a Le Figaro főszerkesztőjét

Joseph-Marie-Auguste Caillaux (Le Mans, 1863. március 30. – Mamers, 1944. november 21.) francia politikus, a Harmadik Köztársaság 43. miniszterelnöke.

## Pályafutása
Apja Sarthe parlamenti képviselője, 1877-ben a 3. Broglie-kormány pénzügyminisztere Patrice de Mac-Mahon elnöksége idején. Caillaux-t államigazgatási pénzügyi ellenőrré nevezték ki 1888-ban. Liberális elveket vallott, és az igazságtalanul vádolt Alfred Dreyfus mellé állt. A per hatására csatlakozott a baloldali radikális republikánus párthoz 1895-ben.   
Francia-Algériában járt ellenőrző körúton, amikor Sarthe megye nemzetgyűlési képviselőjévé választották 1898-ban. Mandátumát 1919-ig megtartotta.
Caillaux intenzíven foglalkozott a közpénzügyekkel, kapcsolatba került Paul Deschanellel, Gaston Doumergue-gel, Raymond Poincaréval, Louis Barthou-val, Maurice Rouvier-vel, Théophile Delcassével és Pierre Waldeck-Rousseau-val, aki 1899.  június 22-én a pénzügyminiszteri posztra hívta kormányában.
1906 októbere és 1909 júliusa között pénzügyminiszter volt Georges Clemenceau kormányában. Tervezetet nyújtott be a személyi jövedelemadó bevezetéséről, ami helyettesítette volna a francia forradalom alatt bevezetett ún. négy közvetlen adót. Javaslata hosszú alkudozás tárgya lett a parlamenti jobboldallal és a középballal.
1911. június 27-én miniszterelnökké nevezték ki, és a belügyi tárcát is megkapta. Július 1-jén szembe kellett néznie a második marokkói válsággal. Világosan látta, hogy a Marokkó körül kialakult konfliktus Németország és Franciaország között háborúhoz fog vezetni, ami súlyosan érintené Európát. A külügyminisztériumot megkerülve a közvetlen diplomáciát, a titkos tárgyalásokat választotta a francia nagyköveten keresztül. Sikerült kompromisszumos megállapodást, a Marokkó–Kongó-szerződést megkötni Németországgal, amely Marokkóért cserébe területet kapott Francia Egyenlítői-Afrikában, a Neukamerunt. A politikusok nagy része szégyenletesnek ítélte Caillaux közeledését Németországhoz.
1912. január 14-én Raymond Poincaré alakított kormányt, és elkezdte felkészíteni az országot egy esetleges fegyveres konfliktusra. Javaslatot nyújtott be, hogy a katonai szolgálat idejét három évre emeljék, amelyet az ellenzék élén Caillaux visszautasított. 1913 januárjában Poincaré köztársasági elnökként szavazásra vitte a hároméves katonai szolgálat bevezetését, de a radikális és szocialista baloldal Caillaux-val és Jean Jaurès-szel az élen hevesen ellenezte. Poincaré kompromisszumot keresett, Gaston Doumergue-et hívta a kormány élére, és Caillaux újra pénzügyminiszter lett.
Pályafutása alatt Caillaux számos ellenséget szerzett. A Le Figaro rágalmazó hadjáratot indított ellene. Leveleket tett közzé, melyeket Caillaux válása előtt, nős emberként írt második feleségének, Henriette-nek. Az asszony féltette férje jó hírnevét és karrierjét, ezért 1914. március 16-án  rálőtt Gaston Calmette-re az újság szerkesztőségében. A főszerkesztő belehalt sérüléseibe. Caillaux lemondott és felkészült felesége védelmére, akit végül felmentett a bíróság.
1914 júliusában René Viviani kormányzása alatt elfogadták a Caillaux által kidolgozott személyi jövedelemadót, a baloldal viszonzásként hozzájárult a katonai szolgálat meghosszabbításához.
Az első világháború elején hosszú utazásokat tett feleségével külföldön, amelyeknek nem csak turizmus volt a célja. Meggyőződéses békepártiként kapcsolatokat keresett, hogy meggyorsítsa a kompromisszumos békekötést. 1918 januárjában Clemenceau letartóztatta az ellenséggel folytatott levelezés vádjával. 27 hónapot töltött váltakozva a párizsi La Santé börtönben és kórházban. A szenátus pedig három év szabadságvesztésre ítélte 1920 februárjában. Az ítélet felháborította a politikusokat és az emberi jogok francia ligája is tiltakozott.
1924-ben a baloldal került hatalomra, Caillaux-t rehabilitálták, és visszatérhetett a politikai életbe. 1925-ben a szenátus tagja lett egészen 1944-ig. 1926-ban pénzügyminiszterré nevezték ki Aristide Briand rövid életű kormányában. Egyezményt kötött Winston Churchill pénzügyminiszterrel Franciaország háborús adósságának visszafizetéséről. 1932 és 1940 között a szenátus pénzügyi bizottságának élén állt, és nagyban befolyásolta az ország költségvetési politikáját. 1937-ben része volt Léon Blum népfrontkormányának megbuktatásában. 1938–39-ben támogatta Édouard Daladier tárgyalási kísérleteit a nemzetiszocialista Németországgal. 1940-ben ő is arra szavazott, hogy Pétain teljhatalommal rendelkezzen. A Vichy-kormánynak nem sikerült maga mellé állítania, végleg visszavonult a politikai életből.

## Munkái
- Les Impôts en France. Traité technique, 1896-1904, 2 vol.
- Les Finances de la France, 1901.
- Guide à l'usage des cultivateurs de la Sarthe qui veulent distiller leurs produits, 1904.
- Les Réformes fiscales, 1905.
- L'Impôt sur le revenu, projet de loi de M. Caillaux, 1909.
- L'Impôt sur le revenu, 1910.
- L'Action réformatrice, 1911.
- La Guerre, 1916.
- La Guerre et la République, un discours de M. Joseph Caillaux,  1916.
- Agadir: ma politique extérieure, 1919.
- Devant l'histoire: mes prisons, 1920.
- Où va la France, où va l'Europe?, 1922.
- Ma doctrine, 1926.
- La France aux prises avec la crise mondiale, 1932.
- D'Agadir à la grande pénitence, 1933.
- Mes Mémoires, (1942., 1943., 1947.) 3 vol.

## Kapcsolódó szócikk
- Franciaország miniszterelnökeinek listája

| Elődje: Ernest Monis | Franciaország kormányfője 1911. június 27. – 1912. január 14. | Utódja: Raymond Poincaré |